# Nor-Am Cup 2006
La Nor-Am Cup 2006 fu la 29ª edizione della manifestazione organizzata dalla Federazione Internazionale Sci.
La stagione maschile iniziò il 28 novembre 2005 a Keystone, negli Stati Uniti, e si concluse il 17 marzo 2006 a Panorama, in Canada; furono disputate 21 gare (4 discese libere, 5 supergiganti, 6 slalom giganti, 6 slalom speciali), in 6 diverse località. Lo statunitense Jake Zamansky si aggiudicò sia la classifica generale, sia quella di slalom gigante; il canadese Jeffrey Frisch vinse quella di discesa libera, lo statunitense Erik Fisher quella di supergigante e il canadese Paul Stutz quella di slalom speciale. Il canadese John Kucera era il detentore uscente della Coppa generale.
La stagione femminile iniziò il 29 novembre 2005 a Winter Park, negli Stati Uniti, e si concluse il 17 marzo 2006 a Panorama, in Canada; furono disputate 22 gare (4 discese libere, 6 supergiganti, 6 slalom giganti, 6 slalom speciali), in 6 diverse località. La statunitense Megan McJames si aggiudicò sia la classifica generale, sia quelle di supergigante e di slalom gigante; le sue connazionali Julia Littman e Sterling Grant vinsero rispettivamente quella di discesa libera e quella di slalom speciale. La canadese Brigitte Acton era la detentrice uscente della Coppa generale.

## Uomini

### Risultati
| Data             | Località        | Nazione     | Spec. | Primo                | Secondo              | Terzo                       |
| ---------------- | --------------- | ----------- | ----- | -------------------- | -------------------- | --------------------------- |
| 28 novembre 2005 | Keystone        | Stati Uniti | GS    | Kalle Palander       | Erik Schlopy         | Fredrik Nyberg              |
| 29 novembre 2005 | Keystone        | Stati Uniti | GS    | Davide Simoncelli    | Daniel Albrecht      | Alberto Schieppati          |
| 30 novembre 2005 | Keystone        | Stati Uniti | SL    | Ted Ligety           | Pierrick Bourgeat    | Markus Larsson              |
| 1º dicembre 2005 | Keystone        | Stati Uniti | SL    | Pierrick Bourgeat    | Kentarō Minagawa     | Alain Baxter                |
| 8 dicembre 2005  | Lake Louise     | Canada      | DH    | Christopher Beckmann | Erik Fisher          | Kevin Francis               |
| 9 dicembre 2005  | Lake Louise     | Canada      | DH    | Erik Fisher          | Kevin Francis        | Jeffrey Frisch              |
| 12 dicembre 2005 | Panorama        | Canada      | SG    | Robbie Dixon         | Gareth Sine          | Erik Fisher                 |
| 13 dicembre 2005 | Panorama        | Canada      | SG    | Robbie Dixon         | Jake Zamansky        | Jeffrey Frisch              |
| 2 gennaio 2006   | Hunter Mountain | Stati Uniti | GS    | Jake Zamansky        | TJ Lanning           | Stefan Guay                 |
| 3 gennaio 2006   | Hunter Mountain | Stati Uniti | GS    | Jake Zamansky        | TJ Lanning           | Stefan Guay                 |
| 4 gennaio 2006   | Hunter Mountain | Stati Uniti | SL    | Paul Stutz           | Roger Brown          | Jesse Marshall              |
| 5 gennaio 2006   | Hunter Mountain | Stati Uniti | SL    | Roger Brown          | Jesse Marshall       | Jake Zamansky               |
| 7 febbraio 2006  | Apex            | Canada      | SG    | Erik Fisher          | TJ Lanning           | Jeffrey Frisch              |
| 8 febbraio 2006  | Apex            | Canada      | SG    | Erik Fisher          | Jan Hudec            | Jake Zamansky               |
| 12 febbraio 2006 | Big Mountain    | Stati Uniti | DH    | Gareth Sine          | Christopher Beckmann | Jeffrey Frisch              |
| 14 febbraio 2006 | Big Mountain    | Stati Uniti | DH    | Jeffrey Frisch       | Gareth Sine          | Christopher Beckmann        |
| 15 febbraio 2006 | Big Mountain    | Stati Uniti | SG    | Jan Hudec            | Stefan Guay          | Andrew Weibrecht            |
| 14 marzo 2006    | Panorama        | Canada      | GS    | John Kucera          | Jake Zamansky        | Marc Berthod                |
| 15 marzo 2006    | Panorama        | Canada      | GS    | John Kucera          | Jake Zamansky        | TJ Lanning                  |
| 16 marzo 2006    | Panorama        | Canada      | SL    | Marc Gini            | Paul Stutz           | Patrick Biggs Jimmy Cochran |
| 17 marzo 2006    | Panorama        | Canada      | SL    | Jimmy Cochran        | Patrick Biggs        | Tom Rothrock                |

Legenda:

DH = discesa libera

SG = supergigante

GS = slalom gigante

SL = slalom speciale

### Classifiche

#### Generale
| Pos. | Nome           | Nazione     | Punti |
| ---- | -------------- | ----------- | ----- |
| 1    | Jake Zamansky  | Stati Uniti | 883   |
| 2    | Erik Fisher    | Stati Uniti | 839   |
| 3    | Jeffrey Frisch | Canada      | 592   |
| 4    | Gareth Sine    | Canada      | 476   |
| 5    | Robbie Dixon   | Canada      | 471   |
| 6    | Paul Stutz     | Canada      | 455   |
| 7    | Kevin Francis  | Stati Uniti | 427   |
| 8    | TJ Lanning     | Stati Uniti | 385   |
| 9    | Roger Brown    | Stati Uniti | 351   |
| 10   | Jan Hudec      | Canada      | 319   |

#### Discesa libera
| Pos. | Nome                 | Nazione     | Punti |
| ---- | -------------------- | ----------- | ----- |
| 1    | Jeffrey Frisch       | Canada      | 260   |
| 2    | Christopher Beckmann | Stati Uniti | 240   |
| 3    | Kevin Francis        | Stati Uniti | 225   |
| 4    | Erik Fisher          | Stati Uniti | 196   |
| 5    | Gareth Sine          | Canada      | 180   |

#### Supergigante
| Pos. | Nome           | Nazione     | Punti |
| ---- | -------------- | ----------- | ----- |
| 1    | Erik Fisher    | Stati Uniti | 350   |
| 2    | Robbie Dixon   | Canada      | 271   |
| 3    | Gareth Sine    | Canada      | 260   |
| 4    | Jake Zamansky  | Stati Uniti | 227   |
| 5    | Jeffrey Frisch | Canada      | 206   |
| 5    | Jan Hudec      | Canada      | 206   |

#### Slalom gigante
| Pos. | Nome              | Nazione     | Punti |
| ---- | ----------------- | ----------- | ----- |
| 1    | Jake Zamansky     | Stati Uniti | 393   |
| 2    | TJ Lanning        | Stati Uniti | 270   |
| 3    | John Kucera       | Canada      | 200   |
| 4    | Stefan Guay       | Canada      | 150   |
| 4    | Davide Simoncelli | Italia      | 150   |
| 4    | Evan Weiss        | Stati Uniti | 150   |

#### Slalom speciale
| Pos. | Nome              | Nazione     | Punti |
| ---- | ----------------- | ----------- | ----- |
| 1    | Paul Stutz        | Canada      | 288   |
| 2    | Roger Brown       | Stati Uniti | 237   |
| 3    | Patrick Biggs     | Canada      | 212   |
| 4    | Pierrick Bourgeat | Francia     | 180   |
| 5    | Jimmy Cochran     | Stati Uniti | 173   |

## Donne

### Risultati
| Data             | Località         | Nazione     | Spec. | Prima                  | Seconda                | Terza                       |
| ---------------- | ---------------- | ----------- | ----- | ---------------------- | ---------------------- | --------------------------- |
| 29 novembre 2005 | Winter Park      | Stati Uniti | SL    | Annemarie Gerg         | Michaela Kirchgasser   | Kathrin Zettel              |
| 30 novembre 2005 | Winter Park      | Stati Uniti | SL    | Monika Bergmann        | Annemarie Gerg         | Kathrin Zettel              |
| 1º dicembre 2005 | Winter Park      | Stati Uniti | GS    | Nicole Hosp            | Kathrin Zettel         | Megan McJames               |
| 2 dicembre 2005  | Winter Park      | Stati Uniti | GS    | Marion Bertrand        | Ana Drev               | Brigitte Acton              |
| 8 dicembre 2005  | Lake Louise      | Canada      | DH    | Sherry Lawrence        | Shona Rubens           | Larisa Yurkiw               |
| 9 dicembre 2005  | Lake Louise      | Canada      | DH    | Larisa Yurkiw          | Sherry Lawrence        | Shona Rubens                |
| 12 dicembre 2005 | Panorama         | Canada      | SG    | Danielle Poleschuk     | Megan McJames          | Larisa Yurkiw               |
| 13 dicembre 2005 | Panorama         | Canada      | SG    | Megan McJames          | Caitlin Ciccone        | Keely Kelleher              |
| 3 gennaio 2006   | Mont-Sainte-Anne | Canada      | GS    | Kristen Mielke         | Marie-Pier Préfontaine | Chirine Njeim               |
| 4 gennaio 2006   | Mont-Sainte-Anne | Canada      | GS    | Christina Lustenberger | Keely Kelleher         | Kristen Mielke              |
| 5 gennaio 2006   | Mont-Sainte-Anne | Canada      | SL    | Caitlin Ciccone        | Anna Goodman           | Katie Hitchcock             |
| 6 gennaio 2006   | Mont-Sainte-Anne | Canada      | SL    | Jenny Lathrop          | Sterling Grant         | Katie Hitchcock             |
| 5 febbraio 2006  | Apex             | Canada      | SG    | Megan McJames          | Bryna McCarty          | Keely Kelleher              |
| 6 febbraio 2006  | Apex             | Canada      | SG    | Megan McJames          | Caitlin Ciccone        | Bryna McCarty               |
| 8 febbraio 2006  | Big Mountain     | Stati Uniti | SG    | Keely Kelleher         | Megan McJames          | Danielle Poleschuk          |
| 9 febbraio 2006  | Big Mountain     | Stati Uniti | SG    | Jonna Mendes           | Caitlin Ciccone        | Véronique Archambault-Léger |
| 12 febbraio 2006 | Big Mountain     | Stati Uniti | DH    | Jonna Mendes           | Bryna McCarty          | Julia Littman               |
| 13 febbraio 2006 | Big Mountain     | Stati Uniti | DH    | Julia Littman          | Chelsea Marshall       | Véronique Archambault-Léger |
| 14 marzo 2006    | Panorama         | Canada      | SL    | Kaylin Richardson      | Sterling Grant         | Katie Hitchcock             |
| 15 marzo 2006    | Panorama         | Canada      | SL    | Sterling Grant         | Katie Hitchcock        | Lauren Ross                 |
| 16 marzo 2006    | Panorama         | Canada      | GS    | Christina Lustenberger | Shona Rubens           | Kaylin Richardson           |
| 17 marzo 2006    | Panorama         | Canada      | GS    | Kaylin Richardson      | Shona Rubens           | Megan McJames               |

Legenda:

DH = discesa libera

SG = supergigante

GS = slalom gigante

SL = slalom speciale

### Classifiche

#### Generale
| Pos. | Nome                        | Nazione     | Punti |
| ---- | --------------------------- | ----------- | ----- |
| 1    | Megan McJames               | Stati Uniti | 988   |
| 2    | Caitlin Ciccone             | Stati Uniti | 763   |
| 3    | Keely Kelleher              | Stati Uniti | 627   |
| 4    | Chelsea Marshall            | Stati Uniti | 574   |
| 5    | Julia Littman               | Stati Uniti | 565   |
| 6    | Véronique Archambault-Léger | Canada      | 505   |
| 7    | Larisa Yurkiw               | Canada      | 500   |
| 8    | Katie Hitchcock             | Stati Uniti | 457   |
| 9    | Marie-Pier Préfontaine      | Canada      | 442   |
| 10   | Shona Rubens                | Canada      | 386   |

#### Discesa libera
| Pos. | Nome             | Nazione     | Punti |
| ---- | ---------------- | ----------- | ----- |
| 1    | Julia Littman    | Stati Uniti | 260   |
| 2    | Larisa Yurkiw    | Canada      | 220   |
| 3    | Chelsea Marshall | Stati Uniti | 211   |
| 4    | Sherry Lawrence  | Canada      | 180   |
| 5    | Keely Kelleher   | Stati Uniti | 143   |
| 5    | Megan McJames    | Stati Uniti | 143   |

#### Supergigante
| Pos. | Nome                        | Nazione     | Punti |
| ---- | --------------------------- | ----------- | ----- |
| 1    | Megan McJames               | Stati Uniti | 510   |
| 2    | Caitlin Ciccone             | Stati Uniti | 372   |
| 3    | Keely Kelleher              | Stati Uniti | 312   |
| 4    | Véronique Archambault-Léger | Canada      | 276   |
| 5    | Marie-Pier Préfontaine      | Canada      | 236   |

#### Slalom gigante
| Pos. | Nome                   | Nazione     | Punti |
| ---- | ---------------------- | ----------- | ----- |
| 1    | Megan McJames          | Stati Uniti | 264   |
| 2    | Kristen Mielke         | Stati Uniti | 240   |
| 3    | Christina Lustenberger | Canada      | 229   |
| 4    | Kaylin Richardson      | Stati Uniti | 165   |
| 5    | Shona Rubens           | Canada      | 160   |

#### Slalom speciale
| Pos. | Nome            | Nazione     | Punti |
| ---- | --------------- | ----------- | ----- |
| 1    | Sterling Grant  | Stati Uniti | 300   |
| 2    | Katie Hitchcock | Stati Uniti | 278   |
| 3    | Caitlin Ciccone | Stati Uniti | 210   |
| 4    | Annemarie Gerg  | Germania    | 180   |
| 5    | Jenny Lathrop   | Stati Uniti | 176   |